# Толинссон, Йеспер
Йеспер Микаэль Толинссон (швед. Jesper Mikael Tolinsson; род. 28 февраля 2003, Гётеборг) — шведский футболист, защитник клуба «Ломмел».

## Клубная карьера
Футболом начал заниматься в «Туве» из пригорода Гётеборга. В 11 лет попал в структура клуба «Гётеборг», где начал выступать за юношеские команды. В конце сезона 2019 впервые стал попадать в заявку основной команды на матчи Аллсвенскана. 7 марта 2020 года дебютировал за основной состав клуба в игре группового этапа кубка страны против «Сириуса», выйдя в стартовом составе и проведя на поле все 90 минут. В итоге «Гётеборг» дошёл до финала и стал победителем турнира. Толинссон участия в финальной встрече не принимал. В чемпионате Швеции первую игру сыграл 18 июня 2020 года в рамках второго тура нового сезона против «Варберга». Йеспер вышел на поле уже в середине первого тайма, заменив на 26-й минуте получившего травму армянского защитника Андре Чалишира.
27 октября подписал предварительный контракт с бельгийским «Ломмелом», выступающим во втором дивизионе, трансфер состоялся 1 июля 2021 года.

## Достижения
Гётеборг
- Обладатель Кубка Швеции: 2019/20

## Статистика выступлений

### Клубная статистика
| Выступление      | Выступление      | Выступление      | Лига | Лига | Кубки | Кубки | Конт. кубки | Конт. кубки | Итого | Итого |
| Клуб             | Лига             | Сезон            | Игры | Голы | Игры  | Голы  | Игры        | Голы        | Игры  | Голы  |
| ---------------- | ---------------- | ---------------- | ---- | ---- | ----- | ----- | ----------- | ----------- | ----- | ----- |
| Гётеборг         | Аллсвенскан      | 2020             | 8    | 0    | 4     | 0     | 0           | 0           | 12    | 0     |
| Гётеборг         | Аллсвенскан      | 2021             | 0    | 0    | 1     | 0     | 0           | 0           | 1     | 0     |
| Гётеборг         | Итого            | Итого            | 8    | 0    | 5     | 0     | 0           | 0           | 13    | 0     |
| Всего за карьеру | Всего за карьеру | Всего за карьеру | 8    | 0    | 5     | 0     | 0           | 0           | 13    | 0     |